# Vilar de Mouros
Vilar de Mouros is een plaats (freguesia) in de Portugese gemeente Caminha en telt 819 inwoners (2001).

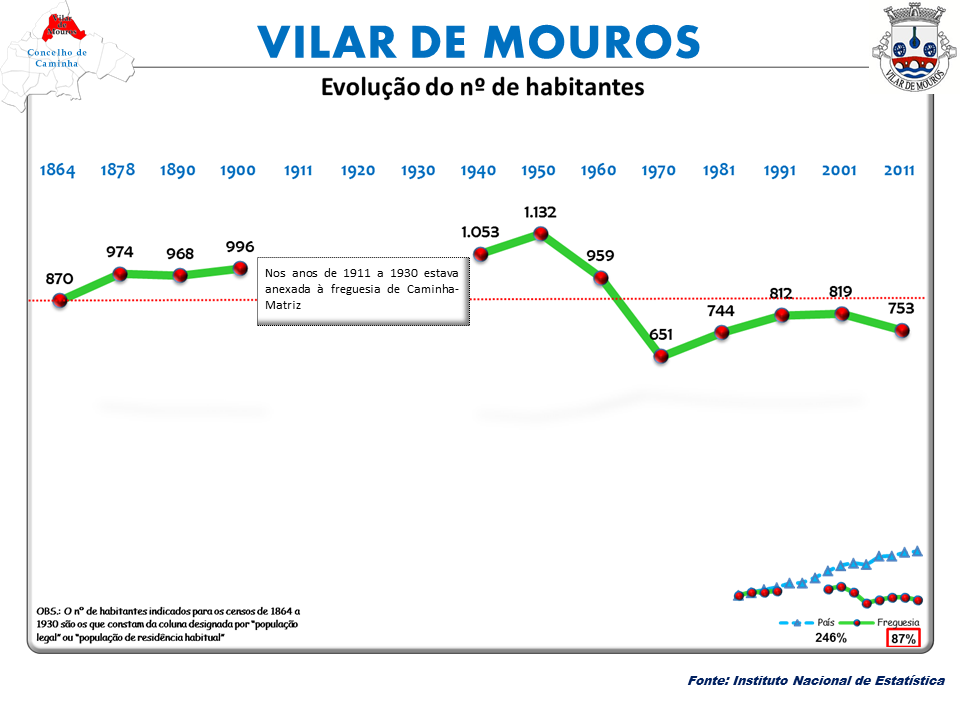
Bevolkingsontwikkeling tussen 1864 en 2011